# Discriminación por vivienda
La discriminación por vivienda es la discriminación basada en el estatus de clase protegida, considerando raza;  género; etnicidad; religión; edad; discapacidad; nacionalidad; orientación sexual, sexo o identidad de género y  estado civil, familiar o de veterano en el campo de la vivienda o el mercado inmobiliario.
Hay cuatro tipos de discriminación por vivienda: de contrato de arrendamiento,  de venta, de empréstito o hipoteca y de seguro multirriesgo del hogar.
En Estados Unidos, la Oficina de vivienda justa e igualdad de oportunidades (Office of Fair Housing and Equal Opportunity, FHEO) del Departamento de Vivienda y Desarrollo Urbano de los Estados Unidos se encarga de garantizar la igualdad de oportunidades de vivienda para toda la ciudadanía.